# جین بویتیل
جین بویتیل (فرانسوی: Jeanne Boitel‎؛ ۴ ژانویه ۱۹۰۴ – ۷ اوت ۱۹۸۷ (۸۳ سال)) هنرپیشه اهل فرانسه بود.
از فیلم‌ها یا برنامه‌های تلویزیونی که وی در آنها نقش داشته‌است می‌توان به ناپلئون اشاره کرد.
وی همچنین برندهٔ جوایزی همچون لژیون دونور (شوالیه) شده‌است.